# Перреаль, Жан
Жан Перреаль (фр. Jean Perréal; не ранее 1455 и не позднее 1460, около 1455 или 1460, Лион или Париж — 1530, около 1530, не ранее июнь 1530 и не позднее июль 1530 или не ранее 5 апреля 1530, Париж или Лион), иногда называемый Переалем или Жаном де Парисом — французский художник, портретист французской королевской семьи в первой половине XVI века, а также архитектор, скульптор и автор иллюминированных рукописей. Вёл активную деятельность в основном во Франции, а также в Италии и Лондоне.
Главными покровителями Перреаля были Карл Бурбонский, король Карл VIII, Людовик XII и Франциск I. Упоминается, что в честь Карла Бурбонского он писал гербы для его въезда в город Лион, но дата рождения Карла, 1489 год, и время пребывания художника в Лионе точно не совпадают. Самыми замечательными его работами часто считаются портрет Карла VIII (музей Конде) и миниатюра Пьера Сала, портрет поэта, который, как и Перреаль, был королевским камердинером. Сохранилось письмо Перреаля к Маргарите Австрийской около 1511 года, описывающее относительные достоинства мрамора и алебастра, подписанное Jehan Perreal de Paris, votre Valet de Chambre et paintre indigne.
Он был искусным скульптором гробниц, изготовителем медалей, театральных декораций и устроителем церемоний, включая брак короля Людовика XII и его второй жены Марии Тюдор. Для этого брака Перреаль был отправлен в Лондон в 1514 году, где он также выполнил портрет Марии Тюдор. Работая в глазурованной краске пигментом на стекле, он также создал уникальный портрет Людовика XII, озаглавленный «Людовик XII Французский в молитве» (Художественный музей Уолтерс). Как скульптор Перреаль набросал эскиз для гробницы Франциска II, герцога Бретани, которая была выполнена французским скульптором Мишелем Коломбом и сейчас находится в кафедральном соборе Нанта.
В 1516 году он написал аллегорический образ, «la complaente de nature à l’Alchimiste errant» («Плач природы по странствующему алхимику»), в котором крылатая фигура со скрещенными руками, представляющая Природу, сидит на пне дерева с ветвями, которые имеют сложную форму, с огнем, горящим в его основании, беседуя с алхимиком в плаще длиной до лодыжек, стоящим снаружи его выложенной камнем береговой лаборатории. Живые прорастающие побеги появляются с обеих сторон пенькового сиденья, образуя причудливо переплетенную и изогнутую спинку стула высотой в два этажа.
Его стиль отмечен как следование элегантной французской традиции, а также имеющий оттенок фламандского реализма.

## Избранные работы
- 1498 — портрет Карла VIII, масло, (музей Конде, Шантийи)
- 1516 — «Плач природы по странствующему алхимику» (la complaente de nature à l’Alchimiste errant), миниатюра (музей Мармоттан-Моне, Париж)
- 1520 — Портрет Марии Тюдор, панно маслом, (Национальная портретная галерея, Лондон)